# Margaret Roper
Margaret Roper (1505–1544) va ser una escriptora i traductora anglesa i una de les dones més estudiades d'Anglaterra del segle xvi.

## Background
Va ser la filla de sir Thomas More i Jane Colt, que probablement va morir en el part. Margaret, o "Meg" com l'anomenava el seu pare, va ser una visitant freqüent de la torre de Londres durant l'empresonament de More.
Es va casar amb el biògraf William Roper el 1521 a Eltham, Kent. Van viure junts a Well Hall a Eltham.
 Van tenir cinc fills: Elizabeth (1523-60), Margaret (1526-88), Thomas (1533-98), Mary (mort 1572), i Anthony (1544-1597).
Després que Thomas More fos decapitat el 1535 per negar-se a acceptar els Actes de la supremacia i l'Acta de successió (1534) d'Enric VIII d'Anglaterra i jurar-li lleialtat com cap de l'Església d'Anglaterra, el cap es va mostrar en una pica al pont de Londres durant un mes.
Va ser la primera dona fora de la reialesa a publicar un llibre que havia traduït a l'anglès. Aquesta va ser una traducció d'un treball llatí, Precatio Dominica, d'Erasme de Rotterdam, com "A Devout Treatise upon the Paternoster". En una carta, menciona els seus poemes, però cap no se'n conserva.